# Annamanum albomaculatum
Annamanum albomaculatum är en skalbaggsart som först beskrevs av Stefan von Breuning 1935.  Annamanum albomaculatum ingår i släktet Annamanum och familjen långhorningar.
Artens utbredningsområde är Burma. Inga underarter finns listade i Catalogue of Life.